# Сонячне (платформа)
Со́нячне (рос. Солнечное, фін. Ollila) — залізнична платформа Жовтневої залізниці на дільниці Санкт-Петербург-Фінляндський — Виборг між станцією Білоострів і платформою Репіно в Курортному районі Санкт-Петербурга. Знаходиться поруч із селищем Сонячне.

## Історія
Платформа Олліла (Ollila) відкрита в 1906 році, названа по імені землевласника Олафа (Оллі) Улльберга, який і вклався в її будівництво. Так само називалося і селище, розташоване неподалік від станції.
1 жовтня 1948 році, коли селище Олліла перейменували в Сонячне, була також перейменована і сама залізнична платформа.